# إرفينغ بن
إرفينغ بن (بالإنجليزية: Irving Penn) هو مصور أمريكي، ولد في 16 يونيو 1917 في بلينفيلد في الولايات المتحدة، وتوفي في 7 أكتوبر 2009 في مانهاتن في الولايات المتحدة.

## وصلات خارجية
- الموقع الرسمي
- إرفينغ بن على موقع الموسوعة البريطانية (الإنجليزية)
- إرفينغ بن على موقع مونزينجر (الألمانية)
- إرفينغ بن على موقع ديسكوغز (الإنجليزية)